# Myosoton
Myosoton este un gen de plante erbacee perene din familia cariofilacee,  cu frunze ovate. Inflorescența este un dicaziu în formă de frunză. Flori 5-mere. Petale albe, bifidate (despicate în două) profund, aproape până la bază, cu jumătate mai lungi decât caliciul. Stamine 10; stile 5, alternante cu sepalele. Fructul este capsulă ovată, dehiscentă până aproape la jumătate prin 5 dinți (valve) scurți, bifidați, obtuzi. Semințe numeroase, reniforme, tuberculate. Genul conține o singura specie Myosoton aquaticum (pleșcaiță) răspândită în regiunile temperate din Europa și Asia.